# Cimetière de Loukianivka
Le cimetière de Loukianivka (en ukrainien : Лук'янівське цивільне кладовище / Louk'ianivske tsyvilne kladovychtche ou Лук'янівський цвинтар / Louk'ianivskyy tsvyntar) est un cimetière situé dans le quartier de Loukianivka (uk) de la capitale ukrainienne, Kiev. 
C'est l'un des plus anciens et les plus importants de la ville. Il est inscrit au Registre national des monuments d'Ukraine sous le numéro : 80-391-9004.

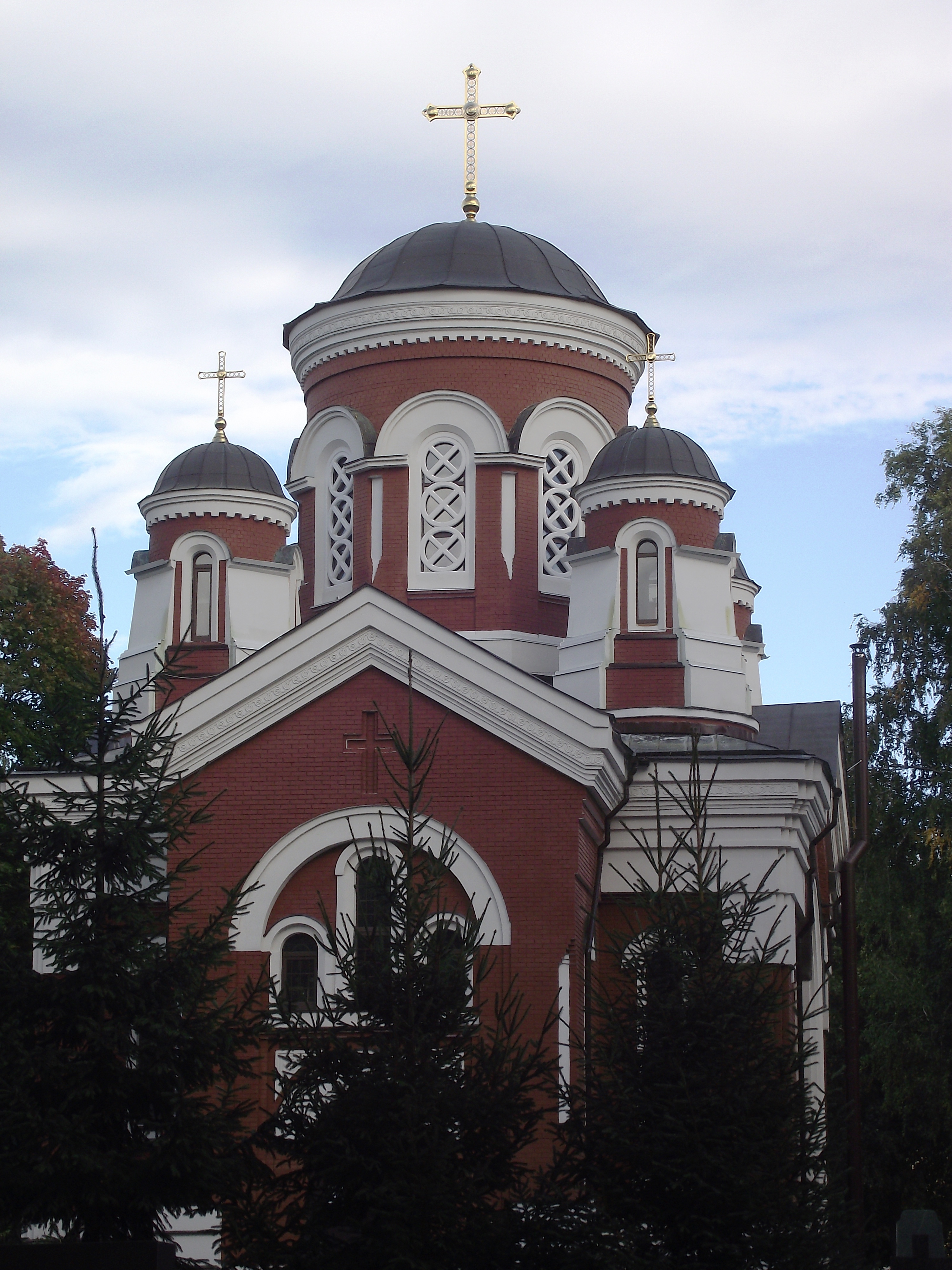
Chapelle.

## En quelques images

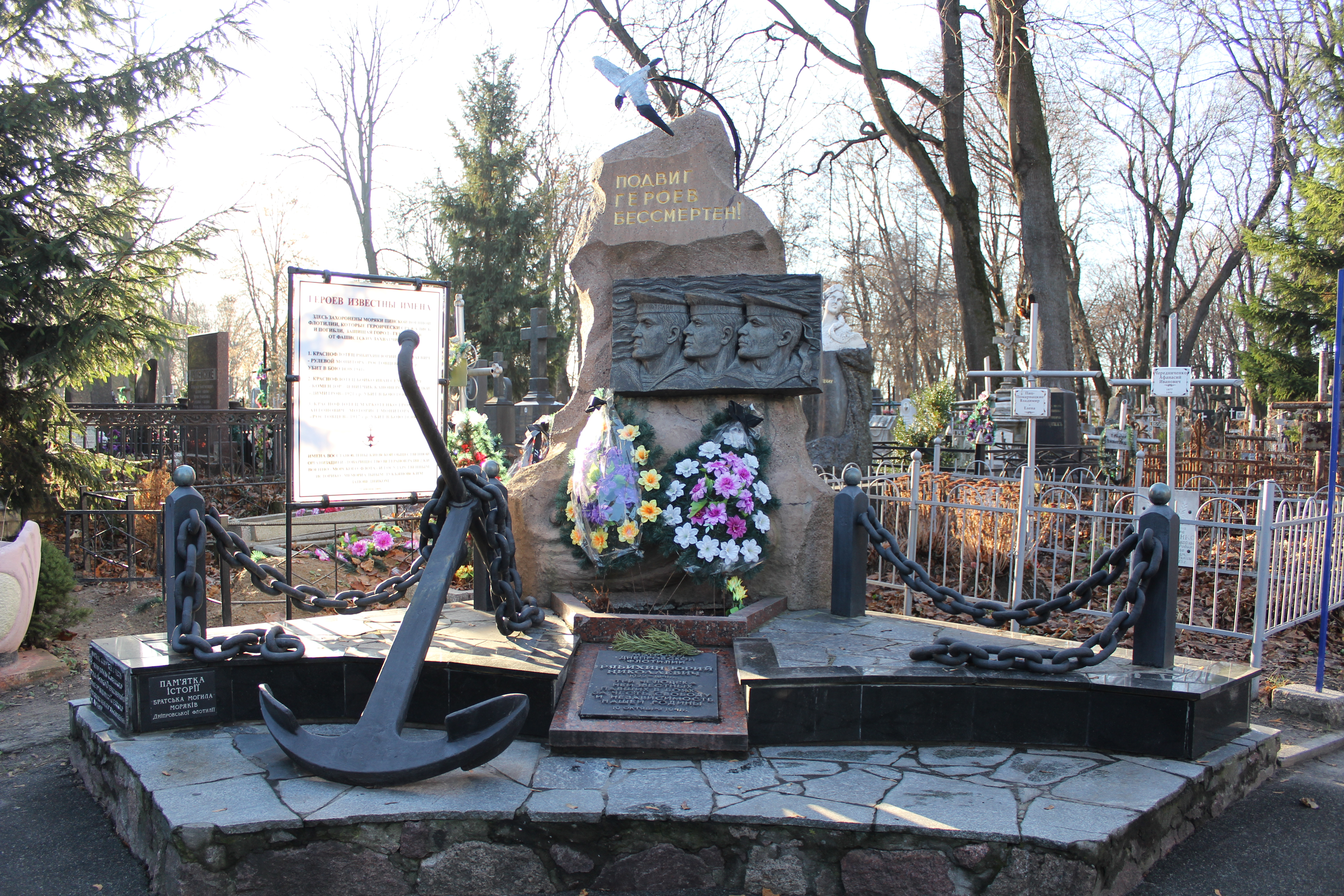
Aux marins de la 4e flottille du Dniepr ;
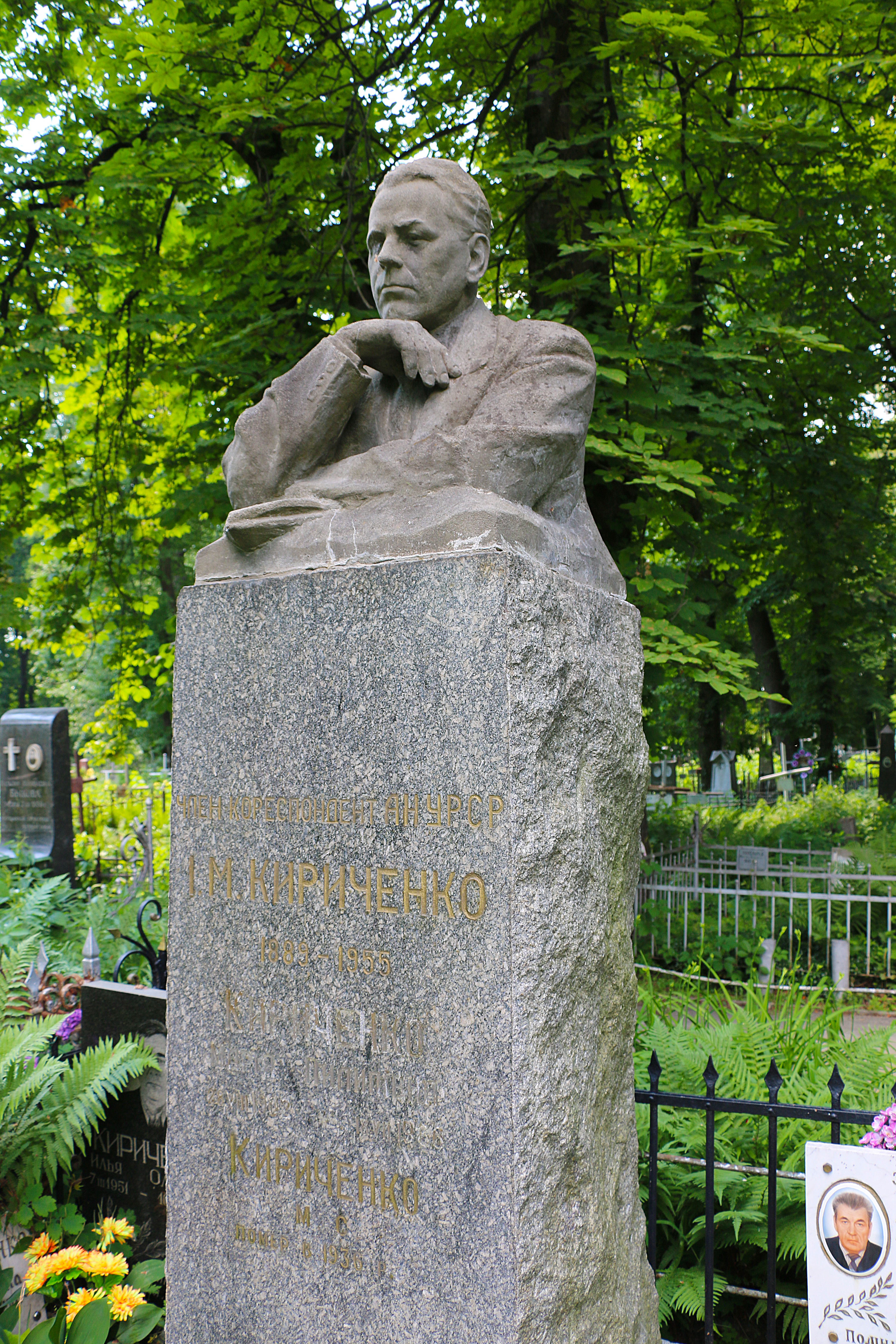
Illya Kiritchenko ;
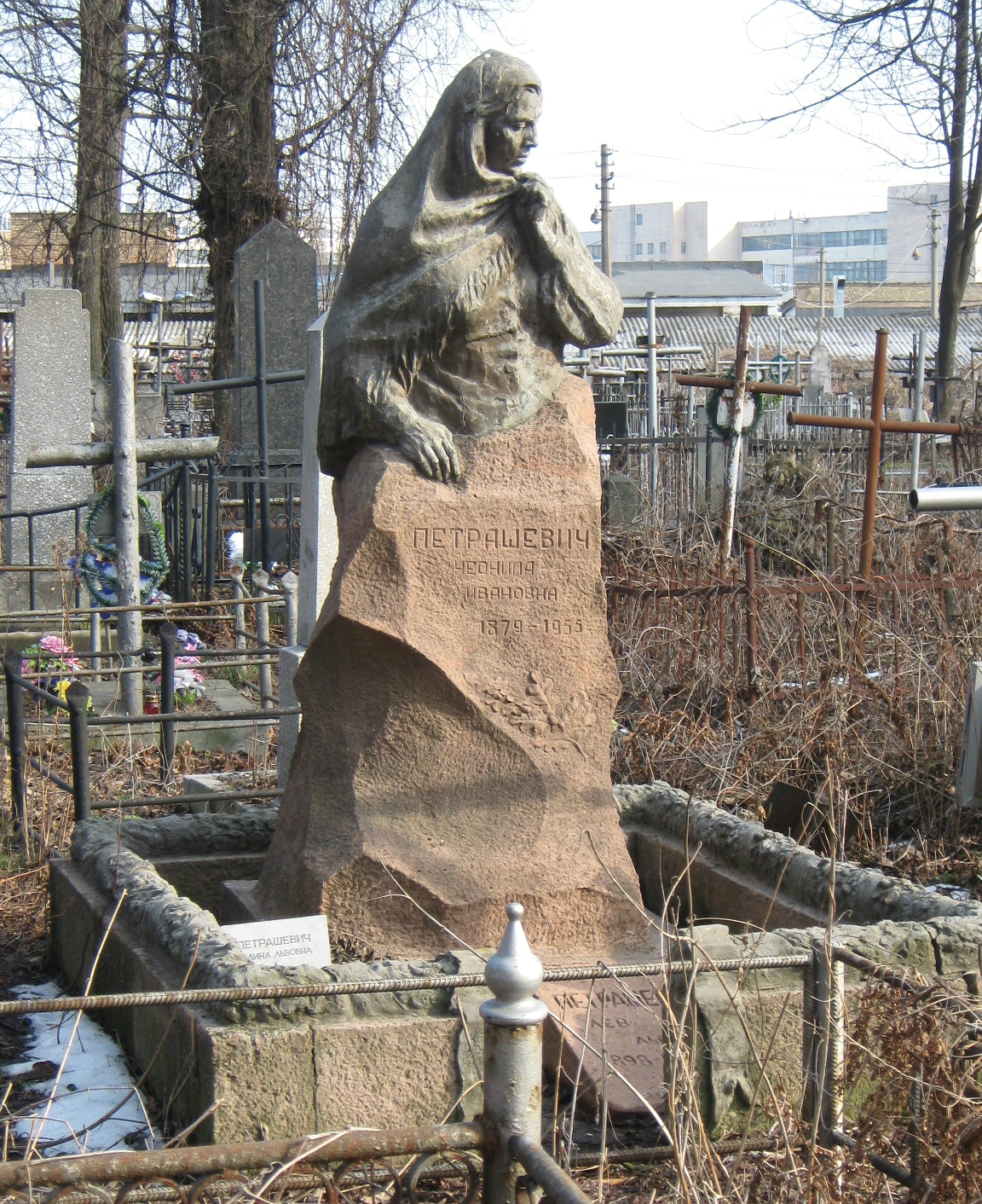
Halina Petrachevitch ;
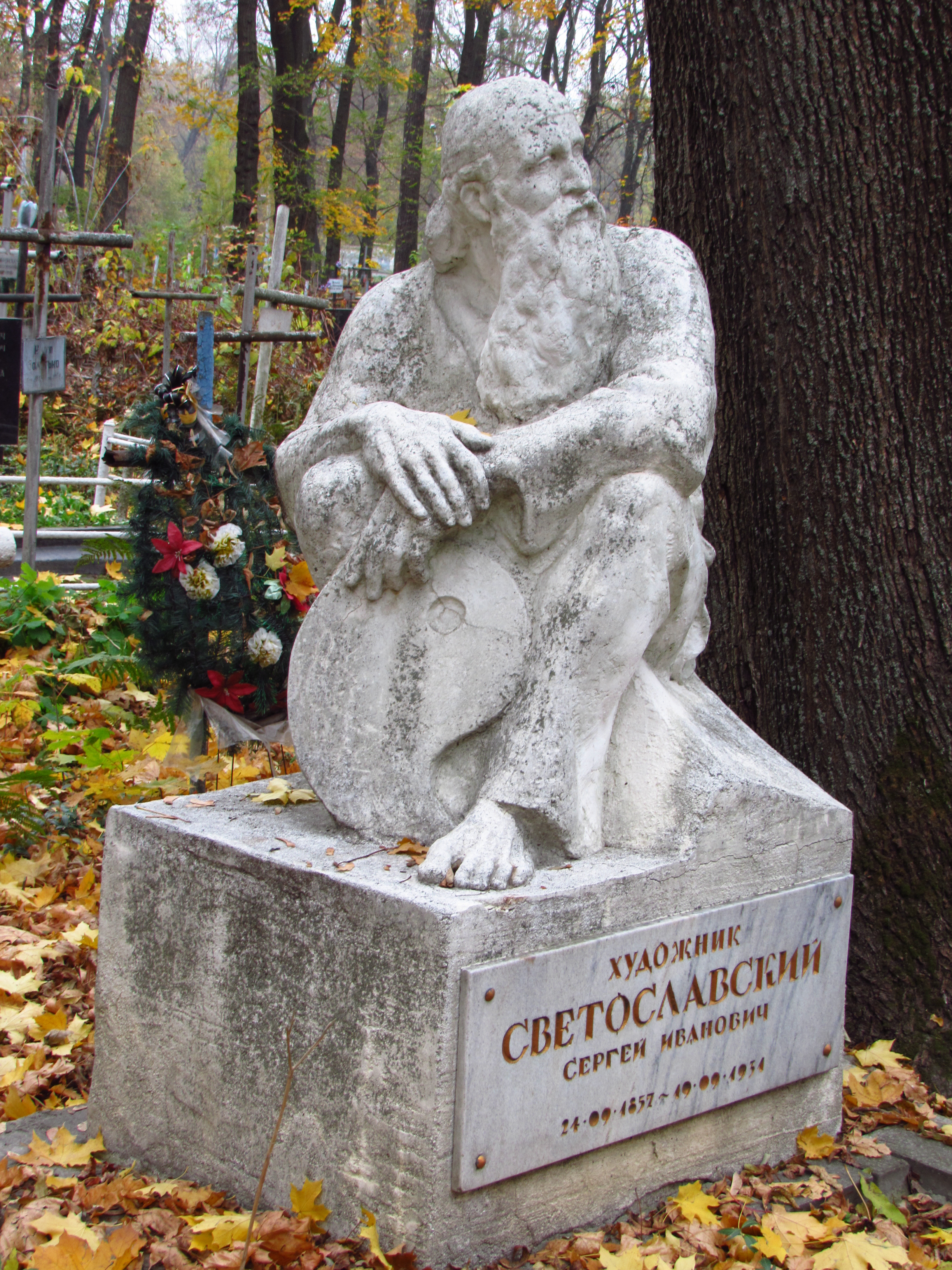
Serhii Svitoslavskyi ;
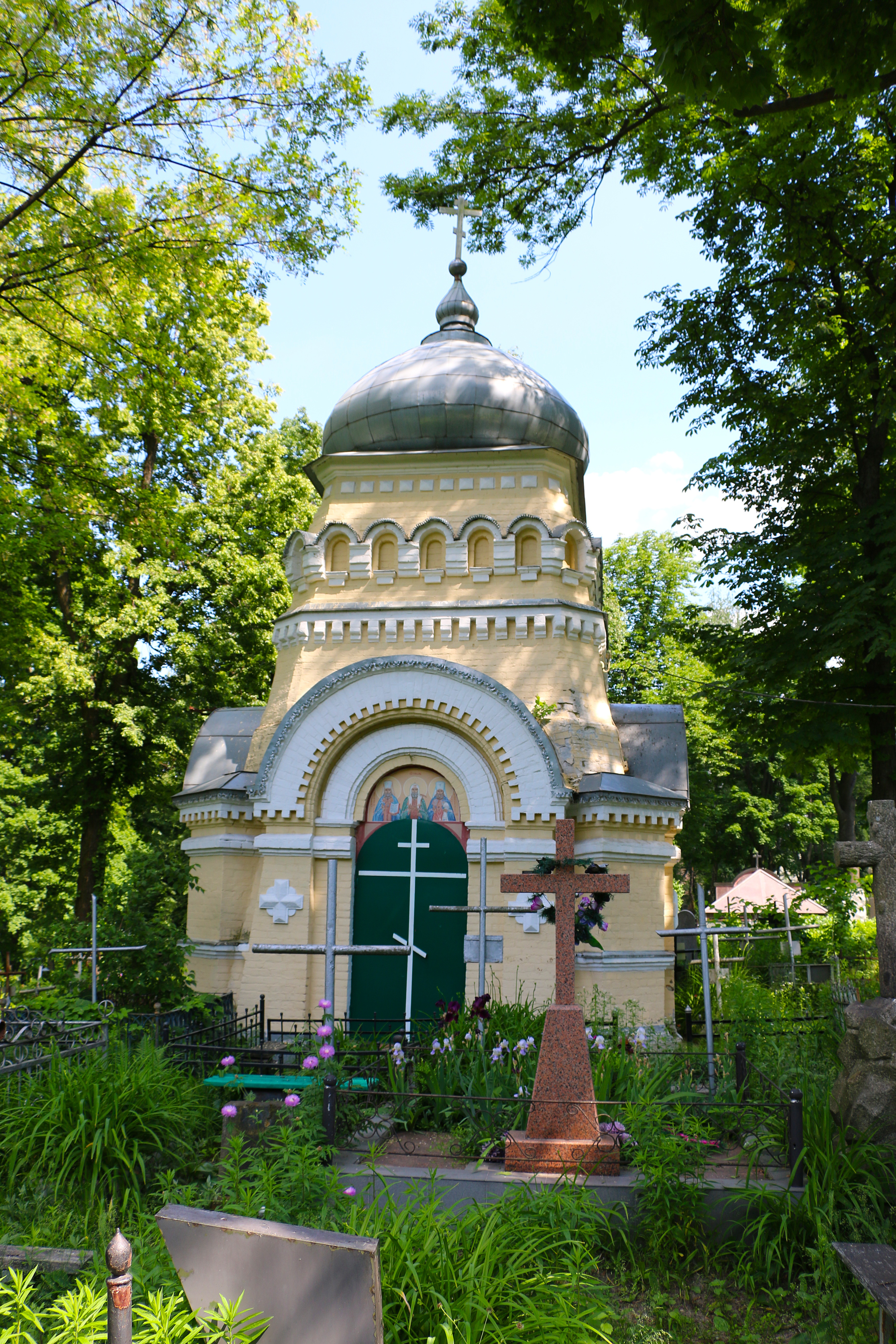
famille Solskyi ;
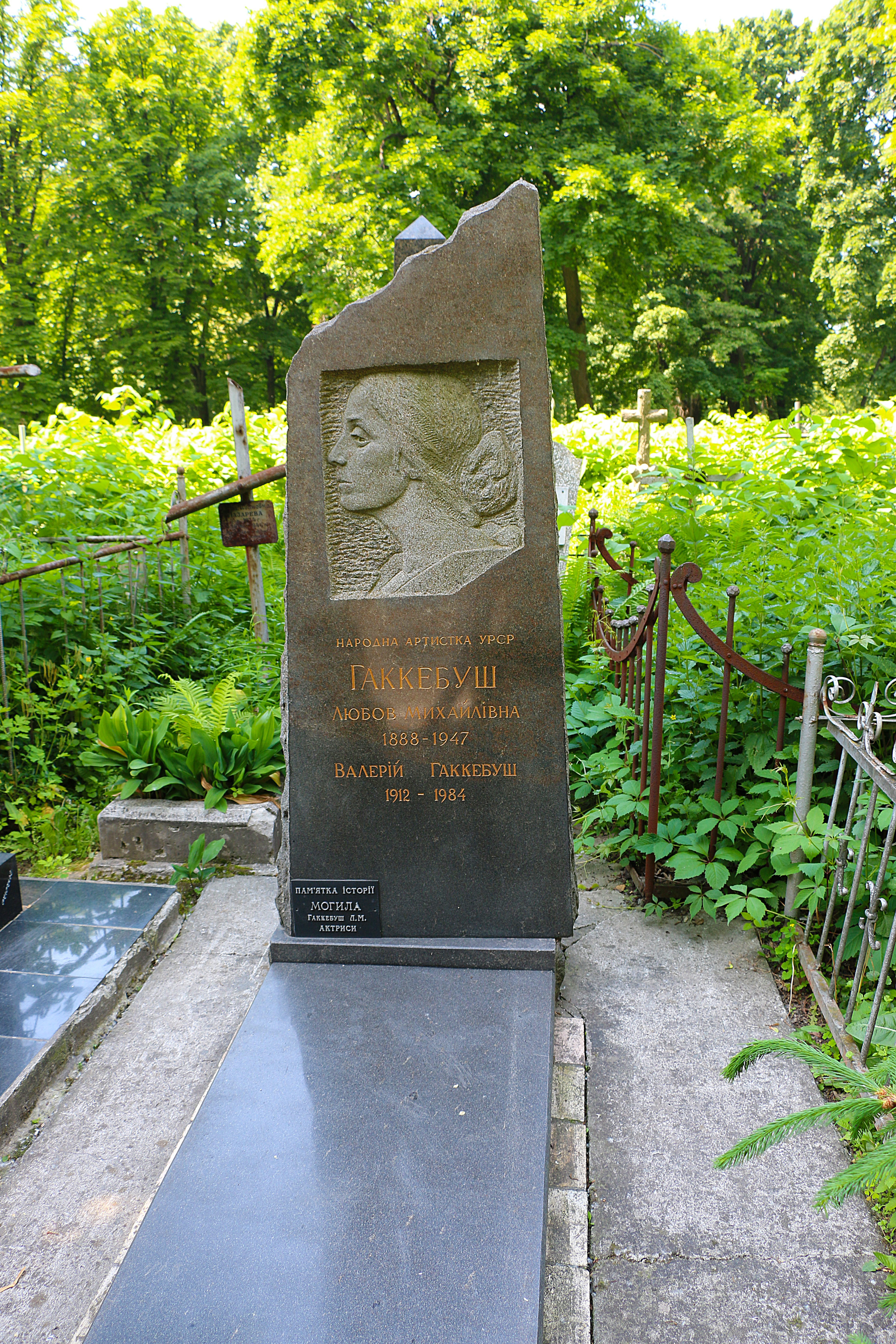
Lioubov Hakkebouch.

## Cimetière militaire
De l'autre côté du boulevard se trouve la partie militaire. Y reposent Volodymyr Smyrnov, Alexeï Fiodorovitch Kanaïev entre autres.

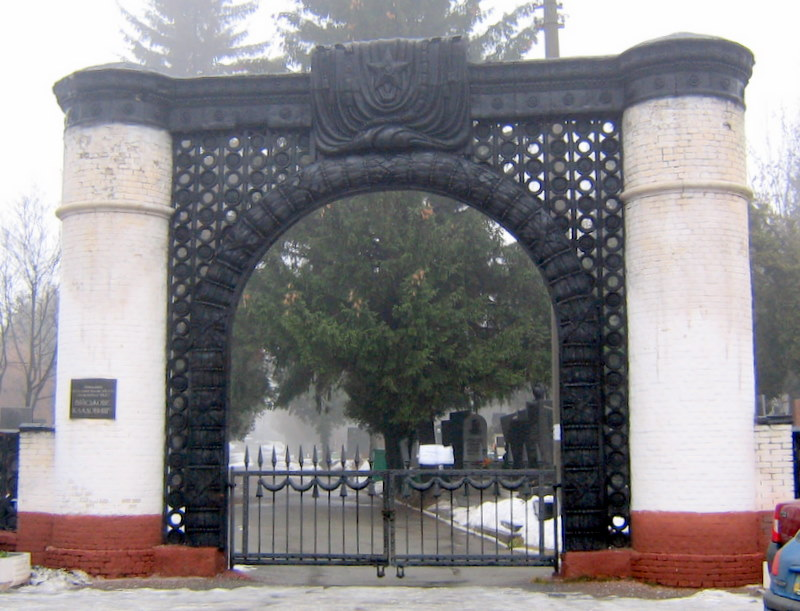
L'entrée,
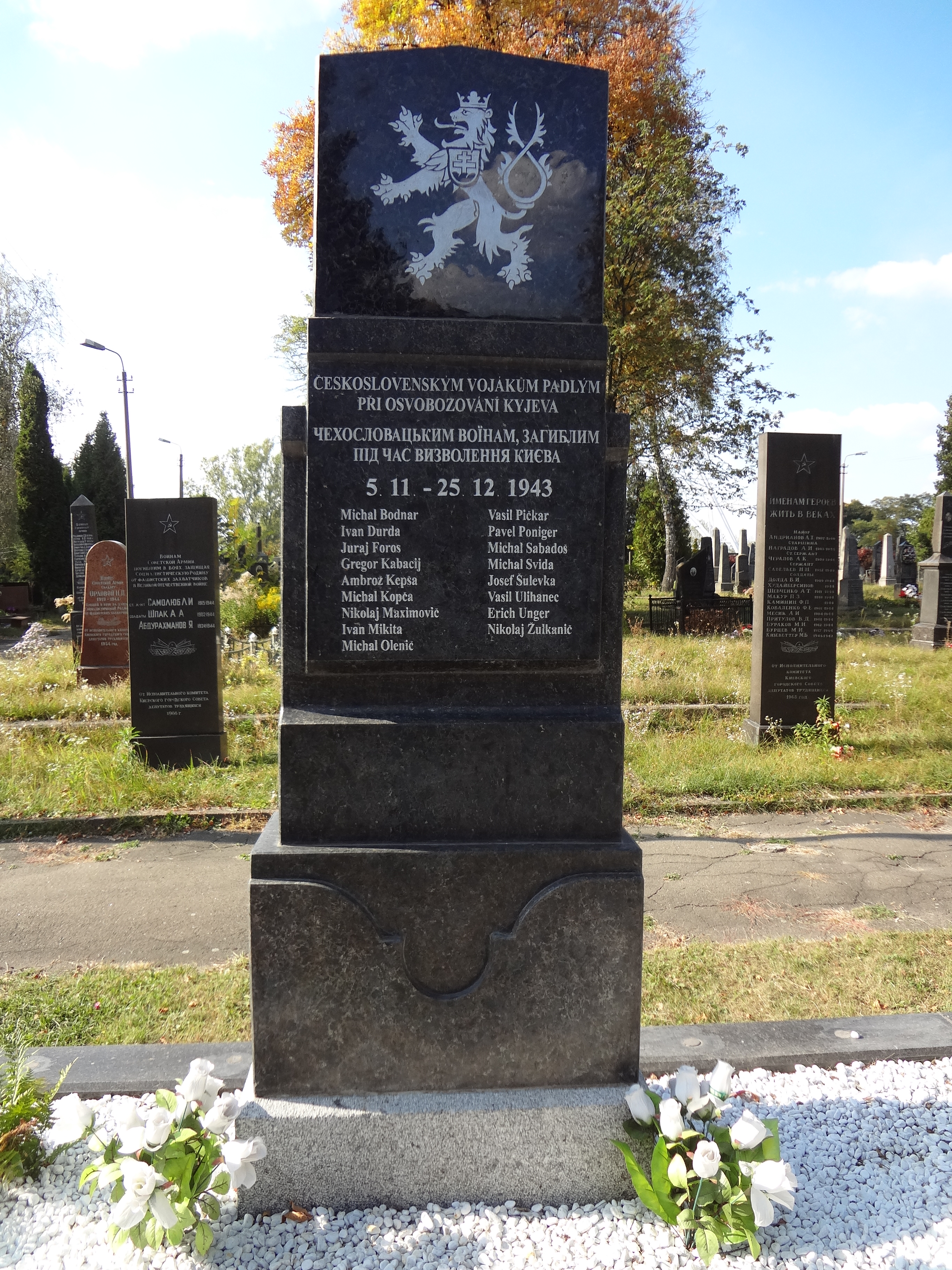
soldats tchèques,
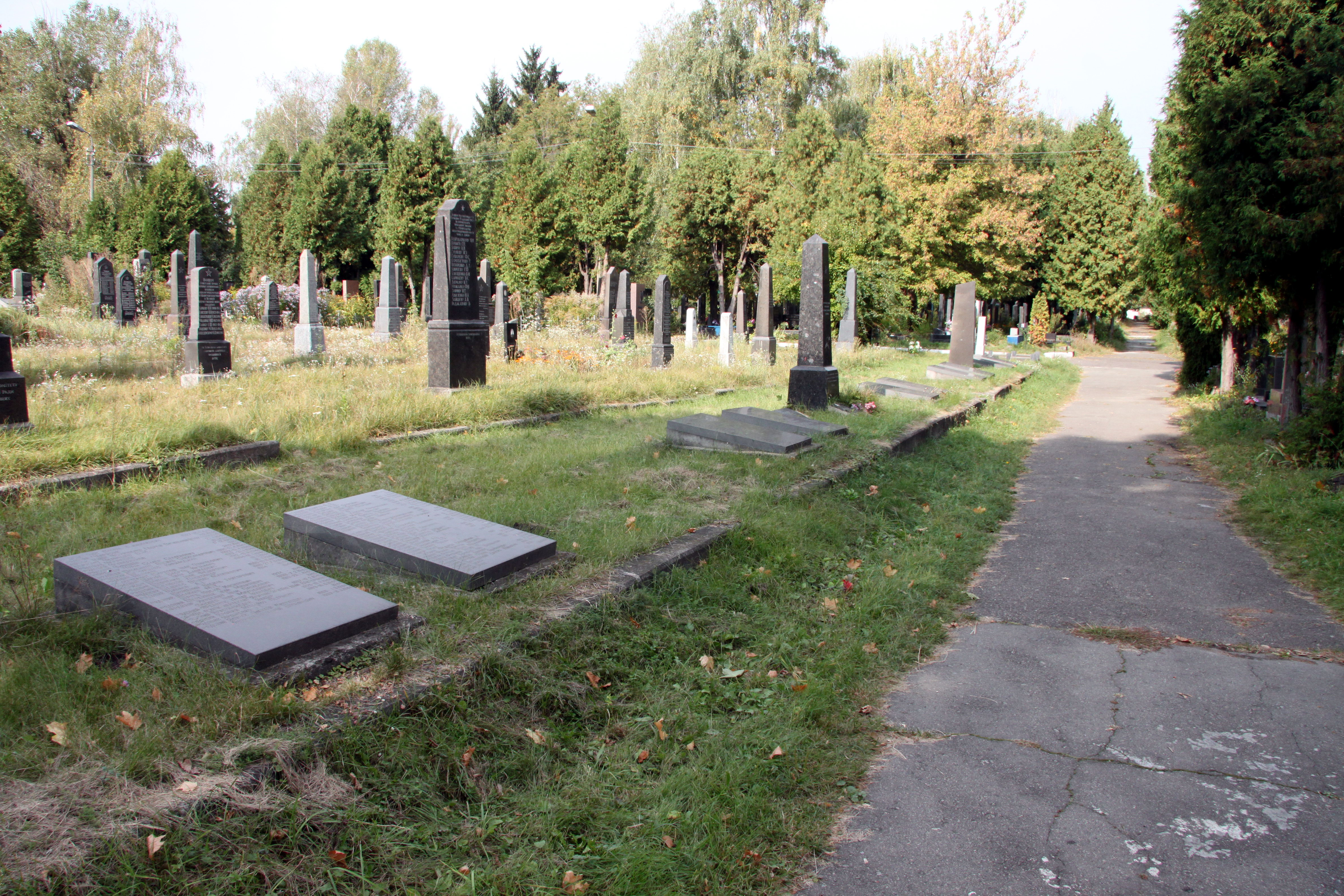
soldats de la Grande Guerre patriotique
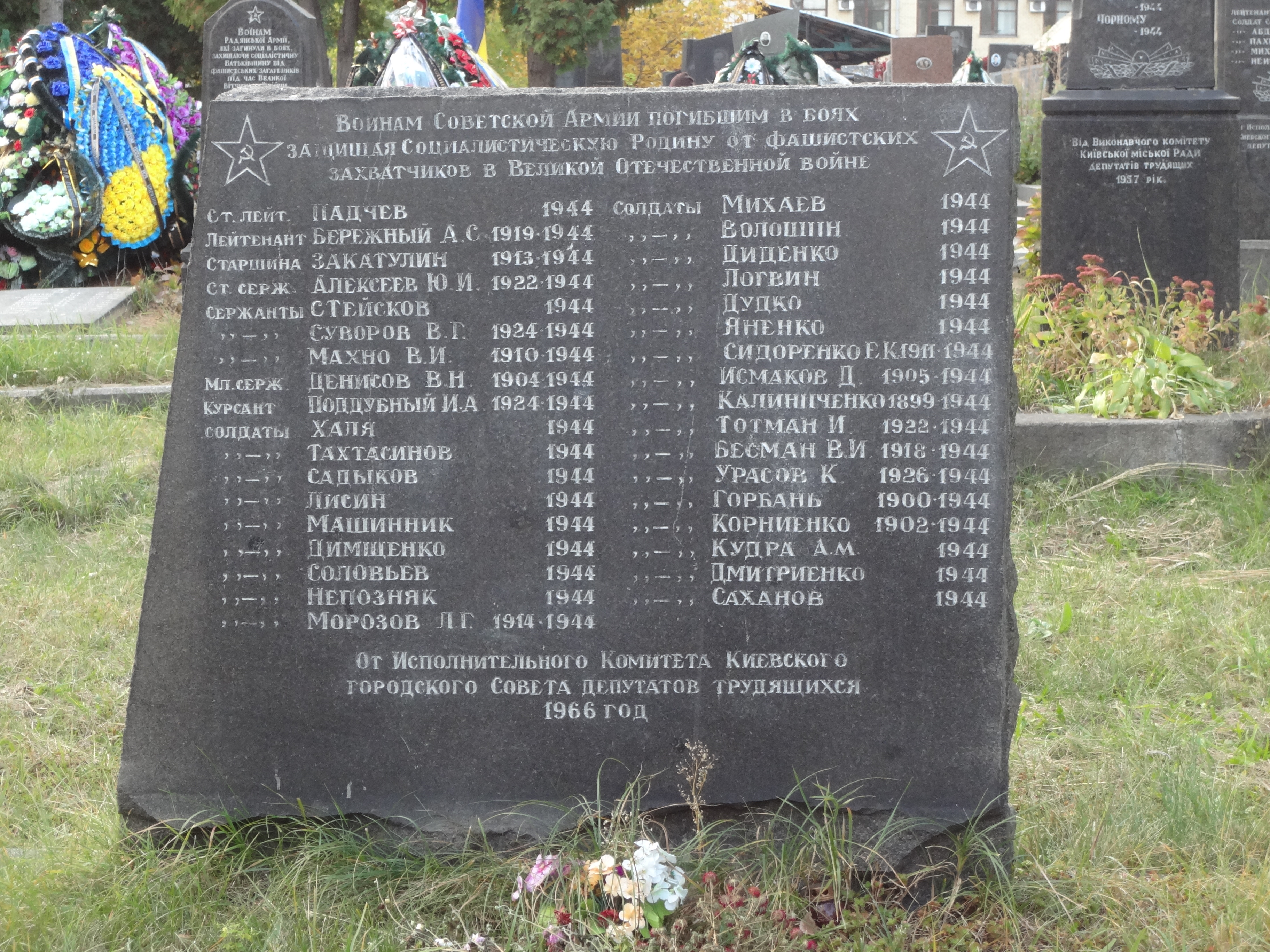
en 1944.